# 日産・ラウンドボックス
ラウンドボックス（ROUND BOX、R.D/B.X）は日産自動車が開発したコンセプトカーである。

## 概要
2007年の第40回東京モーターショーにおいて初公開されたオープンコンパクトカーのコンセプトカーである。
ターボチャージャー付き直噴ガソリンエンジンにエクストロニックCVTを組み合わせ、アラウンドビューモニターやインテリジェントペダルが装備された。
ルーフは3分割で脱着可能となっており、シートはソファー風ベンチシート座面とフルバケット風シートバックが組み合わせられている。また、ドア下部にはガラスが付いており、走行中に路面を見ることができる。